# Ільясов Ніяз Анварович
Ніяз Анварович Ільясов (рос. Нияз Анварович Ильясов, нар. 10 серпня 1995) — російський дзюдоїст, бронзовий призер Олімпійських ігор 2020 року.

## Виступи на Олімпіадах
| Олімпіада  | Дисципліна | Місце |
| ---------- | ---------- | ----- |
| Токіо 2020 | до 100 кг  | 3     |